# Musée de l'Affabuloscope
Le Musée de l'Affabuloscope est un musée consacré à l’œuvre du sculpteur Claudius de Cap Blanc et situé au Mas d'Azil en Ariège. Il dispose d'un espace d'exposition de 1500m², réparti sur trois niveaux.

## Histoire
Ancienne usine de meubles des années 1940, Claudius de Cap Blanc en fait dès 2003 l'Affabuloscope un lieu de création où il réalise de nombreuses œuvres.
En 2016, après deux condamnations pour "dégradation volontaire", alors que l'artiste est dans une situation financière délicate, il vend le bâtiment et sa collection à Michel Malbec, un architecte à la retraite et président de l'association Les Affabulés.
Michel Malbec et Fred Noiret, ancien galeriste auquel il s'est associé, engagent alors des travaux et le lieu rouvre ses portes en mai 2018 sous le nom de musée de l'Affabuloscope.

## Description
Ouvert de mai à octobre, le musée expose plus de 650 œuvres de Claudius de Cap Blanc.
La collection composée de centaines de machines surréalistes comme l'Embouteilleur de nuage, le Sèche-larmes, le Lectographe, les Judas portatifs... Tout ce qui se trouve dans l'Affabuloscope est issu de l'Affabulisme.